# Distrito Nacional Alemán
El Distrito Nacional Alemán (en ruso: Неме́цкий национа́льный райо́н, romanizado: Nemetskiy natsional'nyy rayon; en alemán: Deutscher Nationalrajon) es un distrito administrativo y municipal, uno de los cincuenta y nueve en el krai de Altái, Rusia. Se encuentra en el noroeste del krai. El área del distrito es 1450 kilómetros cuadrados (559,8 mi²). Su centro administrativo es la localidad rural de Halbstadt. Población: 17,668 (censo de 2010); 20,598 (censo de 2002).La población de Halbstadt representa el 9,9% de la población total del distrito.

## Historia
El nombre oficial de esa área es Deutscher Nationalkreis im Altai-Gebiet (Distrito nacional alemán en el krai de Altái). El distrito fue establecido por el decreto del Comité Ejecutivo Central de toda Rusia del 4 de julio de 1927 con capital en la localidad de Halbstadt y abolido el 5 de noviembre de 1938 por Stalin. El 4 de julio de 1991 fue restaurado por órdenes especiales del presidente Borís Yeltsin. Bonn y Moscú también acordaron la fundación de otro distrito alemán: Azovo en el distrito de Omsk.
La restauración del distrito junto con el distrito nacional alemán de Azovo en la región de Omsk fue una forma de salir de la situación que se había desarrollado a principios de la década de 1990, cuando se perdió la oportunidad de restaurar la república en la región del Volga, y la emigración de alemanes rusos aumentó cada año. La creación de entidades nacionales-territoriales en lugares de residencia compacta de la población alemana permitiría concentrar fondos y esfuerzos para una solución concreta y rápida a los problemas de preservar a los alemanes rusos como grupo étnico.

## Economía
Después de la caída de la Unión Soviética, Alemania ayudó activamente al desarrollo de la economía y los servicios sociales en el distrito. En el período comprendido entre 1991 y 2006, el gobierno alemán subvencionó la construcción de 168 apartamentos (casas de 1, 2, 6 y 9 apartamentos) con un área total de 17 400 metros cuadrados (4,3 acre).

## Transporte
La carretera Pavlodar-Tomsk (incluida la sección Slávgorod-Kámen-na-Obí) atraviesa el distrito.